# Jerzy Rokita
Jerzy Rokita (ur. 24 stycznia 1936 w Warszawie) – polski ekonomista, profesor nauk ekonomicznych, w latach 1982–1990 rektor Uniwersytetu Ekonomicznego w Katowicach. Kierownik Katedry Zarządzanie Przedsiębiorstwem na tej uczelni. W swojej pracy naukowej skupia się na zarządzaniu przedsiębiorstwem oraz zarządzaniu strategicznym.

## Życiorys
Ukończył studia na Wyższej Szkole Ekonomicznej w Katowicach (obecnie Uniwersytet Ekonomiczny w Katowicach) w 1957. W tym samym roku rozpoczął prace jako asystent w Zakładzie Ekonomiki Górnictwa Katedry Rachunkowości na tejże uczelni, a w latach 1958-1969 jako asystent, starszy asystent, adiunkt w Katedrze Ekonomiki Przedsiębiorstwa Przemysłowego. 29 czerwca 1963 roku otrzymał tytuł doktora nauk ekonomicznych. W okresie 1965–1978 wykładał ekonomikę i organizację przedsiębiorstw na Wydziale Wychowania Technicznego Wyższej Szkoły Pedagogicznej w Katowicach (obecnie Uniwersytet Śląski). W międzyczasie w 1972 roku otrzymał stopień doktora habilitowanego. Tego samego roku został mianowany dziekanem Wydziału Przemysłu Wyższej Szkoły Ekonomicznej. W latach 1975–1991 kierował zakładem Ekonomiki i Organizacji Przedsiębiorstwa Przemysłowego. W 1976 roku uzyskał tytuł profesora nadzwyczajnego, a w 1988 profesora zwyczajnego. W okresie 1978–1981 sprawował funkcję prorektora, a w latach 1982-1990 był rektorem Akademii Ekonomicznej im. Karola Adamieckiego w Katowicach. W 1991 roku kierowany przez niego zakład zmienił nazwę na Katedrę Zarządzania Przedsiębiorstwem, nad którą też objął przewodnictwo.
W trakcie swojej kariery naukowej wypromował czternastu doktorów oraz był recenzentem wielu przewodów habilitacyjnych. Był również członkiem oraz brał udział w pracach wielu komitetów naukowych. W latach 1966–1968 był sekretarzem zarządu Oddziału Śląskiego Towarzystwa Naukowego Organizacji i Kierowania. Jest członkiem Komitetu Nauk Organizacji i Zarządzania Polskiej Akademii Nauk. W okresie 2003–2006 był członkiem Centralnej Komisji ds. Tytułu Naukowego i Stopni Naukowych. W latach 1986–1990 był kierownikiem naukowym resortowego programu badań podstawowych RP BP III 42 "Racjonalizacja działalności gospodarczej przedsiębiorstw przemysłowych". W 1996 roku był uczestnikiem Kellog's Executive Programs w Kellogg Business School of Northwestern University Chicago (obecnie Kellogg School of Management). Poza tym w 1998 roku uczestniczył w Programs of Direct Banking, ING, Toronto. Brał również udział w seminarium zarządzania nowoczesnym bankiem McKinsey & Company w Nowym Jorku oraz seminarium dotyczącym międzynarodowym rynkom kapitałowym Euro Forum Londyn-Warszawa. 
W latach 1989–1993 był prezesem zarządu Oddziału Polskiego Towarzystwa Ekonomicznego w Katowicach. 
Został również powołany do rady nadzorczej ING Banku Śląskiego. Był również członkiem i przewodniczącym Komitetu Audytorskiego w tym banku.
26 listopada 2009 Uniwersytet Ekonomiczny we Wrocławiu nadał mu tytuł doktora honoris causa.

Cieszę się, że Uniwersytet Ekonomiczny honoruje
prof. Jerzego Rokitę zarówno jako badacza o bogatym
dorobku, jak organizatora nauki, a także szkolnictwa
wyższego. Jego zasługi dla nauki polskiej
zasługują na najwyższy szacunek i uznanie.

## Odznaczenia
Do najważniejszych odznaczeń oraz nagród należą Krzyż Kawalerski Orderu Odrodzenia Polski, Krzyż Oficerski Orderu Odrodzenia Polski, Krzyż Komandorski Odrodzenia Polski z Gwiazdą czy Medal Komisji Edukacji Narodowej.

## Wybrane publikacje
- Organizacja ucząca się (Katowice 2003),
- Przedsiębiorstwa wobec wyzwań przyszłości (Katowice 2002),
- Strategie tworzenia przewagi konkurencyjnej przedsiębiorstwa (Katowice 1995),
- Zarządzanie przedsiębiorstwem a konkurencja rynkowa (współautor) (Katowice 1994),
- Planowanie rozwoju przedsiębiorstw (współautor) (Warszawa 1987).